# Vuelo 2808 de Aeroflot
El vuelo 2808 de Aeroflot (en ruso: Рейс 2808 Аэрофлота, romanizado: Reys 2808 Aeroflota) fue un vuelo nacional regular de pasajeros desde Mineralnye Vody a Ivánovo con escala en Donetsk el 27 de agosto de 1992. Mientras intentaba aterrizar en el aeropuerto de Ivánovo, el vuelo impactó contra un grupo de edificios en la población de Lebyazhy Lug; nadie en tierra falleció pero los 84 ocupantes a bordo de la aeronave perecieron en el impacto.

## Aeronave
La aeronave implicada en el accidente fue un Tupolev Tu-134A con registro RA-65058 perteneciente a Aeroflot.  En el momento del accidente la aeronave contaba con 26.307 horas de vuelo y con 16.388 rotaciones.

## Tripulantes
La tripulación de cabina de la aeronave se componía de las siguientes personas:
- Capitán Vladimir Nikolayevich Gruzdev (Груздев Владимир Николаевич)
- Copiloto Vasiliy Yuryevich Gruzdev (Груздев Василий Юрьевич)
- Ingeniero de vuelo Mikhail Gennadievich Karlov (Карлов Михаил Геннадьевич)
- Instructor de ingeniero de vuelo Yuri Mikhailovich Eremenko (Еременко Юрий Михайлович)
- Navegante Mikhail Anatolevich Konovalov (Коновалов Михаил Анатольевич)

Los dos tripulantes de vuelo en cabina de pasajeros fueron S. Ermilova y T. Mokrova.

## Accidente
La segunda fase del vuelo se inició cuando la aeronave despegó de Donetsk a las 21:03 hora de Moscú. A bordo de la aeronave se encontraban siete miembros de la tripulación y 77 pasajeros, de los cuales 21 se trataban de niños. No sé registraron problemas durante el vuelo desde Donetsk. A las 22:27 y a una altitud de 10.100 metros el vuelo inició su descenso a 6.000 metros en rumbo 60° como preparación para la aproximación, qué sería llevada a cabo por el capitán. El descenso de altitud tuvo lugar a unos 100 kilómetros de su aeropuerto de destino y a unos 40 kilómetros del punto en el que el vuelo debía virar para iniciar la aproximación.  Tras el descenso el vuelo permaneció en su nueva altitud durante dos minutos a una velocidad de 440 km/h.
Después de que el Tu-134 superara Dobrynskoe como había indicado el control de tráfico aéreo, encontrándose a una distancia de 75 kilómetros del aeropuerto, la tripulación contactó con el controlador aéreo quién les dio permiso para descender a 1.800 metros y modificar el rumbo a 292° para aterrizar. A las 22:39:20 el vuelo notificó encontrarse a 28 kilómetros del aeropuerto y a una altitud de 1.800 metros cuando se encontraban a 2.000 metros.  Según lo ordenado la tripulación mantuvo la aeronave a esa altura durante 25 segundos, reduciendo la velocidad de vuelo de 580 km/h a 525 km/h. A las 22:39:40 mientras se encontraban a 25 km del aeropuerto el controlador autorizó al vuelo a descender a 1.500 metros y transfirió el vuelo a otro controlador ubicado en la torre del aeropuerto. Cuando se iniciaron las conversaciones con el nuevo controlador el vuelo notificó que su altitud se encontraba a 1.500 metros sobre el terreno y continuó en este nivel de vuelo durante 25 segundos.
Cuando el vuelo se encontraba a 2,5 kilómetros a la derecha del punto de entrada en la senda de planeo se solicitó permiso para entrar en la fase de aterrizaje.  El vuelo, que se había desviado 9 kilómetros de la ruta, había alcanzado el nuevo nivel de vuelo a las 22:40. Cuando recibió la autorización para reducir su altitud a 500 metros y efectuar un cuarto viraje a 20°, el vuelo efectuó el procedimiento a nivel de transición de 1.200 metros y a 17 kilómetros de distancia. El vuelo se encontraba entonces a 3 kilómetros del aeródromo y volaba a una velocidad de 450 km/h y todavía no había desplegado el tren de aterrizaje; además durante las preparaciones para el aterrizaje el navegante se había olvidado de calar el altímetro a la presión correcta. Durante el tercer viraje el avión redujo su velocidad a 390 km/h manteniendo altitud. Al comienzo del cuarto viraje se desplegó el tren de aterrizaje y se desplegaron los falsos cuando el avión estaba a sólo 2.600 metros de la senda de planeo, manteniendo una altitud de 1.200 metros y una velocidad de 410 km/h. El cuarto viraje comenzó con un giro de 20° a una distancia de 12,5 kilómetros del umbral de pista; debido a los movimientos previos el viraje debería haber alcanzado los 30° para mantener la ruta prevista.
A las 22:41 el controlador de tráfico aéreo informó a la tripulación de vuelo de unas condiciones meteorológicas con visibilidad de 1.200 metros y niebla ligera. Habiendo perdido dos minutos de tiempo imprescindible para efectuar la ruta programada, no tenían suficiente tiempo para reducir la velocidad a 330 km/h, ajustar los falsos a 20°, y alcanzar una altitud segura de 500 metros para continuar el aterrizaje. Pese a ello la tripulación continuó con el procedimiento de aterrizaje y el controlador aéreo no dio ninguna clase de advertencia a la tripulación. El avión abandonó el cuarto viraje a una distancia de 8.600 metros del umbral de la pista a una velocidad de 390 km/h y a una altitud 100 metros por encima del límite pero con el estabilizador, flaps y slats en la posición correcta. A una distancia de 7.500 metros de pista y a una altitud de 320 metros el navegante se percató de la desviación del avión y preguntó al capitán si corregía el error, lo que el capitán rechazó inicialmente. Mientras descendía a la senda de planeo a una altitud de 270 metros el copiloto corrigió la deriva a la izquierda ajustando el estabilizador horizontal en un único movimiento (cambiar el estabilizador requiere completar tres pasos); lo que provocó que el avión se volviera menos estable.
A una distancia de 4.500 metros de la pista, el avión presentaba una desviación lateral de 200-300 metros y una altitud de 200 metros. Para entrar en la senda de planeo, el capitán comenzó a virar a la derecha provocando que el avión se inclinase 35°. El procedimiento fue llevado a cabo de manera descordinada, provocando que el avión incrementase su velocidad vertical hasta los 15-16 m/s. Tras superar el NDB a una altitud de 170 metros (que debería haber sido de 210 metros) mientras se encontraba 40 metros a la izquierda de la posición correcta respecto a la pista, el navegante de nuevo advirtió al capitán pero fue ignorado. A una altitud de aproximadamente 100 metros el capitán intentó salir del viraje of the bank pero no intentó reducir la velocidad vertical. Después del último intento del navegante de convencer al capitán sobre abortar el aterrizaje y realizar una frustrada, el avión se inclinó de repente 10° a la derecha.
El avión impactó con las copas de los árboles que se encontraban a su derecha a una distancia de 2.962 metros del umbral de pista mientras llevaba un rumbo de 295° y se encontraba a 60 metros a la izquierda del patrón de aterrizaje previsto. El avión impactó contra el terreno a unos 512 metros del punto de primer impacto con los árboles; varios edificios de ladrillo y vehículos resultaron dañados por los restos pero no hubo víctimas en tierra. Los 84 pasajeros y tripulantes murieron en el accidente.

## Conclusiones
La investigación reveló que el avión no presentaba problemas mecánicos y que este permaneció de una pieza hasta el momento del impacto.
La causa principal del accidente fue la decisión del capitán de continuar la aproximación bajo circunstancias incompatibles para el aterrizaje. La comunicación insuficiente con la tripulación y la mala gestión de los recursos de la cabina también condujeron a una pérdida periódica de control, agravada por el incumplimiento de las directrices para la velocidad máxima de descenso como se describe en el manual de vuelo del Tu-134.
El controlador de tráfico aéreo del aeropuerto de Ivanovo violó la normativa aeronáutica al no notificar a la tripulación su desvío tanto en el rumbo como en la senda de planeo.